# Martin Vahrenhorst
Martin Vahrenhorst (* 14. April 1967) ist ein deutscher evangelischer Theologe.

## Leben
Nach dem Abitur am Andreas-Vesalius-Gymnasium Wesel in Wesel studierte Vahrenhorst von 1987 bis 1994 Evangelische Theologie in Wuppertal, Göttingen, Jerusalem und Bochum. Anschließend war er Vikar in der Vereinigt-evangelischen Gemeinde Unterbarmen-West (Wuppertal) und Vikarsassistent bei Martin Karrer an der Kirchlichen Hochschule Wuppertal. Von 1996 bis 1999 war er dort Assistent im Fach Neues Testament.
1997 wurde er als evangelischer Pfarrer ordiniert.
Nach der Promotion 2000 unterrichtete Vahrenhorst evangelische Religion an einem Berufskolleg und dann an einem Gymnasium in Krefeld. Von 2004 bis 2007 war er wissenschaftlicher Assistent von Wolfgang Kraus in Saarbrücken. 2006 habilitierte Vahrenhorst sich an der Kirchlichen Hochschule Wuppertal.
Von 2007 bis 2015 war Vahrenhorst Pfarrer der EKD in Jerusalem, u. a. mit Lehraufträgen an der Hebräischen Universität und der Ben-Gurion-Universität. Von 2015 bis 2022 war er Schulreferent der Kirchenkreise Saar-Ost und West.
2023 wurde er Nachfolger von Wolfgang Kraus als Professor für Neues Testament an der Universität des Saarlandes.

## Veröffentlichungen (Auswahl)
- „Ihr sollt überhaupt nicht schwören.“ Matthäus im halachischen Diskurs. Neukirchener Verlag, Neukirchen-Vluyn 2002, ISBN 3-7887-1889-7 (Zugleich: Dissertation, Kirchliche Hochschule Wuppertal 2000).
- Kultische Sprache in den Paulusbriefen (= Wissenschaftliche Untersuchungen zum Neuen Testament 230). Mohr Siebeck, Tübingen 2008, ISBN 978-3-16-149714-8 (Zugleich: Habilitationsschrift, Kirchliche Hochschule Wuppertal 2007).
- Ethik und Recht. Neues Testament. In: Frank Crüsemann (Hrsg.): Sozialgeschichtliches Wörterbuch zur Bibel. Gütersloher Verlagshaus, Gütersloh 2009, ISBN 978-3-579-08021-5, S. 126–128.
- Der erste Brief des Petrus (= Theologischer Kommentar zum Neuen Testament 19). Kohlhammer, Stuttgart 2016, ISBN 978-3-17-017959-2.